# Barretaine
Barretaine ist eine Gemeinde im französischen Département Jura in der Region Bourgogne-Franche-Comté.

## Geographie
Barretaine liegt auf 550 m, oberhalb von Poligny, etwa 20 Kilometer nordöstlich der Stadt Lons-le-Saunier (Luftlinie). Das Dorf erstreckt sich im Jura, im westlichen Teil des Plateau Lédonien (erstes Juraplateau), an aussichtsreicher Lage hoch über dem Flachland der Saône.
Die Fläche des 9,23 km² großen Gemeindegebiets umfasst einen Abschnitt des französischen Juras. Das gesamte Gebiet wird von der Ebene des Plateau Lédonien eingenommen, die durchschnittlich auf 550 m liegt und überwiegend von Acker- und Wiesland, teils auch von Wald bestanden ist. Mit 591 m wird auf einer Anhöhe südwestlich des Dorfes die höchste Erhebung von Barretaine erreicht. Das Plateau besitzt keine oberirdischen Fließgewässer, weil das Niederschlagswasser im verkarsteten Untergrund versickert. Die westliche Abgrenzung verläuft oberhalb des Steilabfalls zum Flachland der Saône. Nach Norden reicht der Gemeindeboden bis an die Oberkante des teils von Felswänden durchzogenen Steilhangs, der das tief eingeschnittene Tal von Vaux (Culée de Vaux) umgibt. Im Osten und Südosten erstreckt sich das Gemeindeareal bis an den Rand des ausgedehnten Waldgebietes der Forêt de Poligny. 
Zu Barretaine gehört der Weiler Champvaux (560 m) auf dem Plateau südlich der Culée de Vaux. Nachbargemeinden von Barretaine sind Poligny und Chaussenans im Norden und Osten, Le Fied im Süden sowie Plasne im Westen.

## Geschichte
Das Gemeindegebiet von Barretaine war vermutlich bereits in gallorömischer Zeit besiedelt. Überreste einer Römerstraße sind erhalten. Im Mittelalter bildete Barretaine eine eigene kleine Herrschaft. Zusammen mit der Franche-Comté gelangte das Dorf mit dem Frieden von Nimwegen 1678 an Frankreich. Zu Gebietsveränderungen kam es im frühen 19. Jahrhundert: 1806 wurde Le Ressard und 1821 Champvaux nach Barretaine eingemeindet. Beide Ortschaften bildeten vorher eigenständige Gemeinden.

## Sehenswürdigkeiten

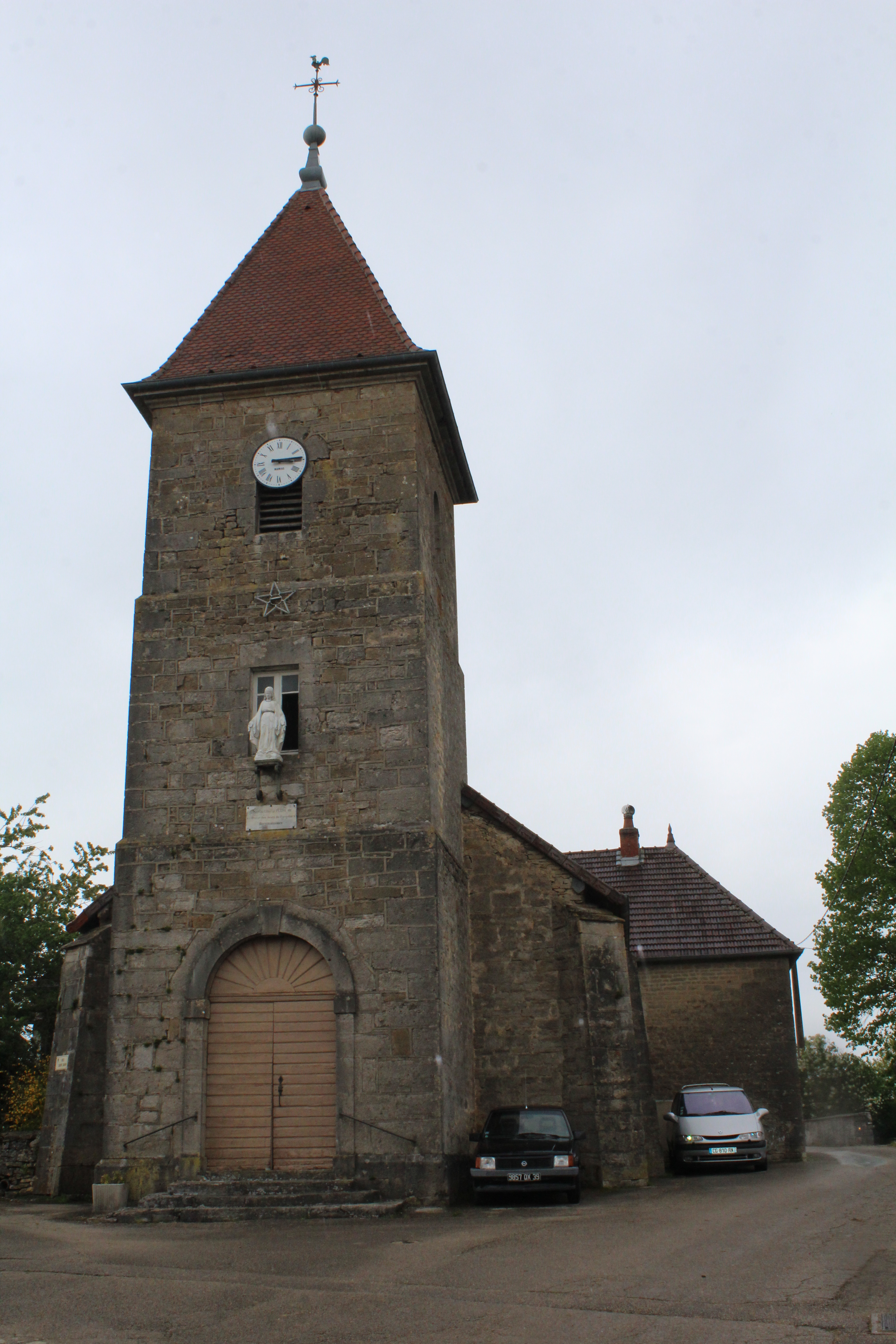
Kirche Saint-Savin

Aus dem 18. Jahrhundert stammt die Dorfkirche Saint-Savin in Barretaine. Eine Kapelle steht im Weiler Champvaux.

## Bevölkerung
| Jahr                       | 1962 | 1968 | 1975 | 1982 | 1990 | 1999 | 2007 | 2017 |
| -------------------------- | ---- | ---- | ---- | ---- | ---- | ---- | ---- | ---- |
| Einwohner                  | 245  | 215  | 215  | 200  | 199  | 199  | 198  | 178  |
| Quellen: Cassini und INSEE |      |      |      |      |      |      |      |      |

Mit 192 Einwohnern (Stand 1. Januar 2022) gehört Barretaine zu den kleinen Gemeinden des Départements Jura. Nachdem die Einwohnerzahl in der ersten Hälfte des 20. Jahrhunderts deutlich abgenommen hatte (1886 wurden noch 364 Personen gezählt), wurden seit Beginn der 1970er Jahre nur noch geringe Schwankungen verzeichnet.

## Wirtschaft und Infrastruktur
Barretaine war bis weit ins 20. Jahrhundert hinein ein vorwiegend durch die Landwirtschaft und die Forstwirtschaft geprägtes Dorf. Daneben gibt es heute einige Betriebe des lokalen Kleingewerbes. Mittlerweile hat sich das Dorf auch zu einer Wohngemeinde gewandelt. Viele Erwerbstätige sind Wegpendler, die in den größeren Ortschaften der Umgebung ihrer Arbeit nachgehen.
Die Ortschaft liegt abseits der größeren Durchgangsstraßen an einer Departementsstraße, die von Poligny nach Le Fied führt. Eine weitere Straßenverbindung besteht mit Plasne.